# Goniopora

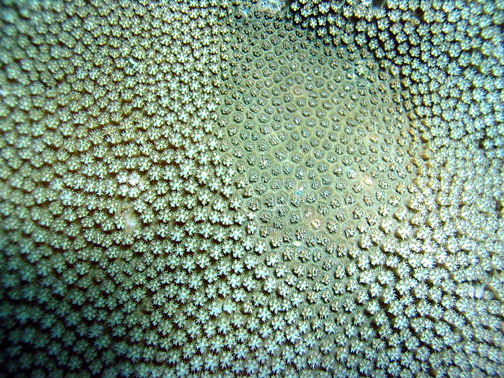
Goniopora fruticosa.

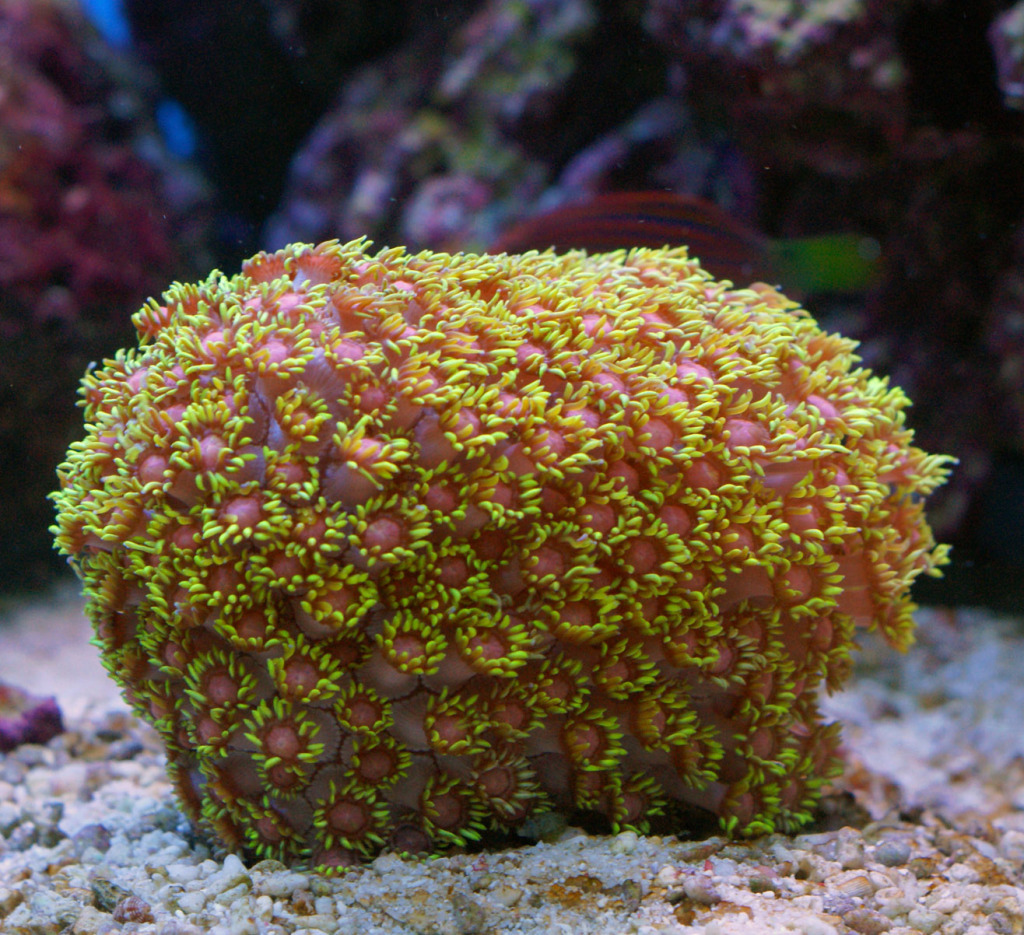
Goniopora sp.

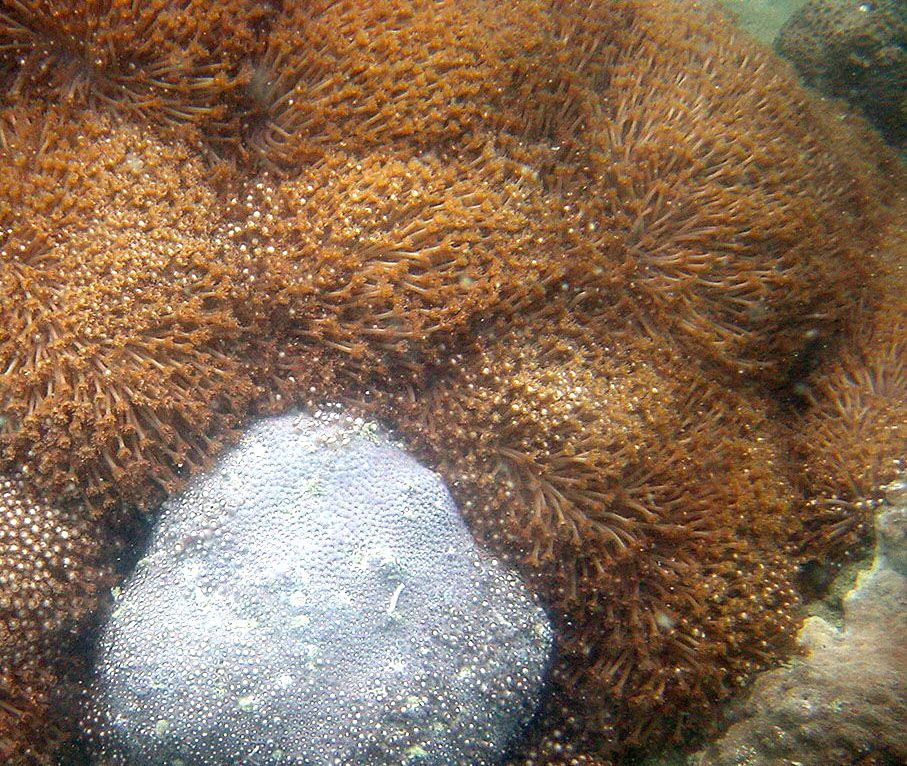
Colonias de Goniopora columna, abajo colonia retraída. Koh Phangan, Tailandia

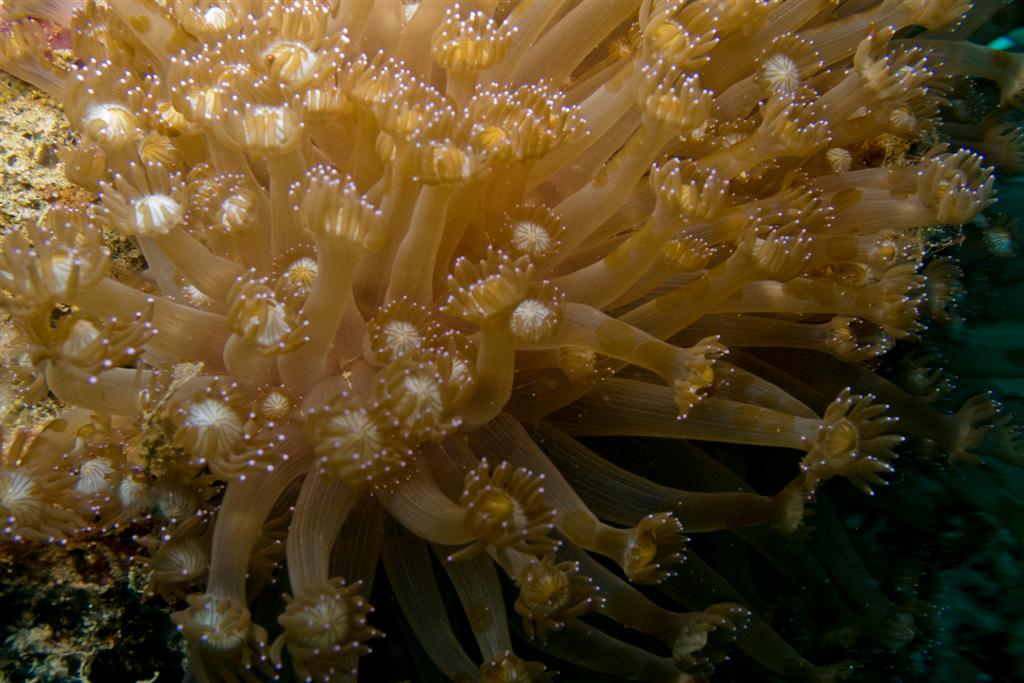
Goniopora sp. en Timor.

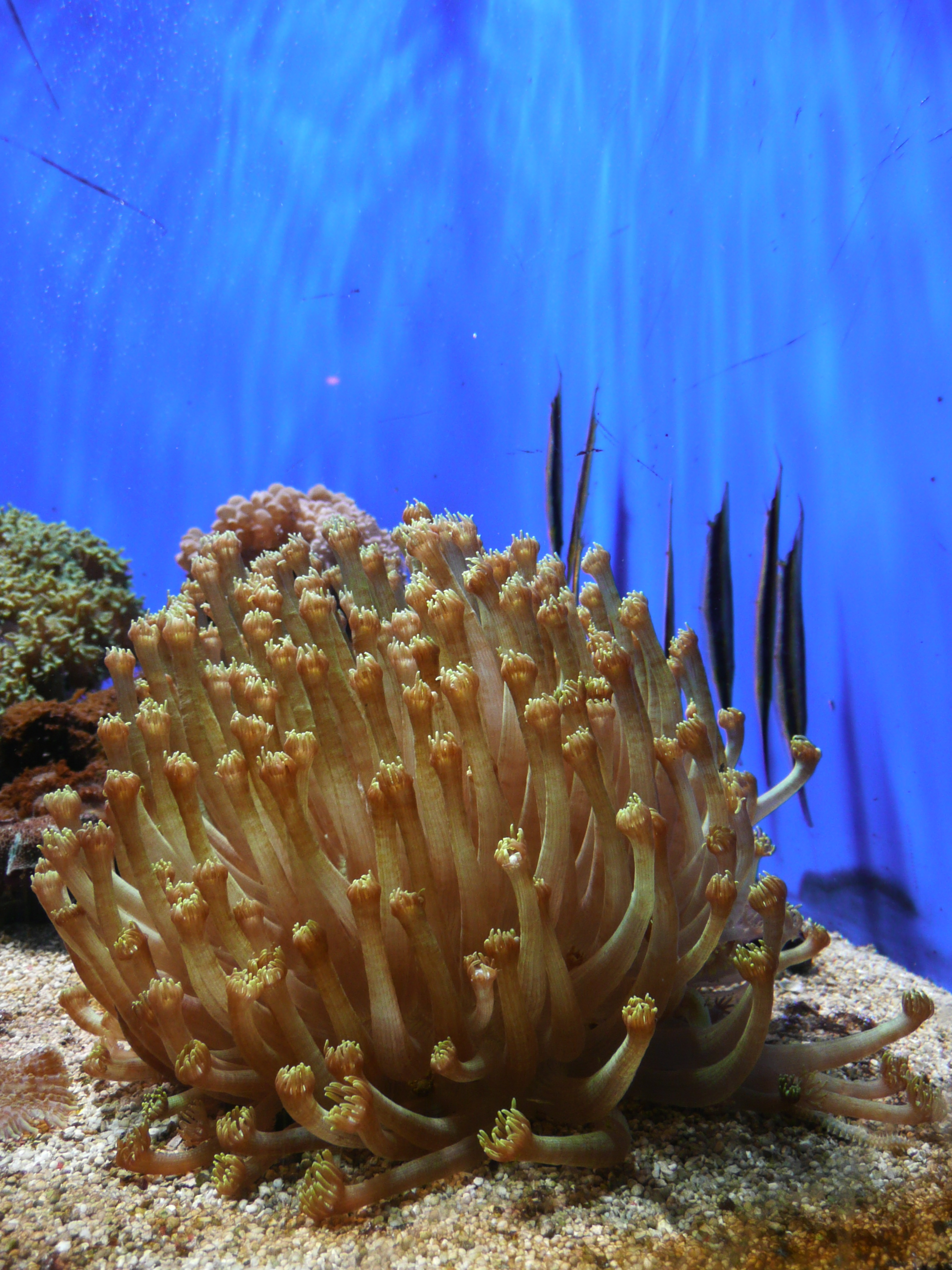
Goniopora sp. con grupo de Aeoliscus strigatus al fondo.

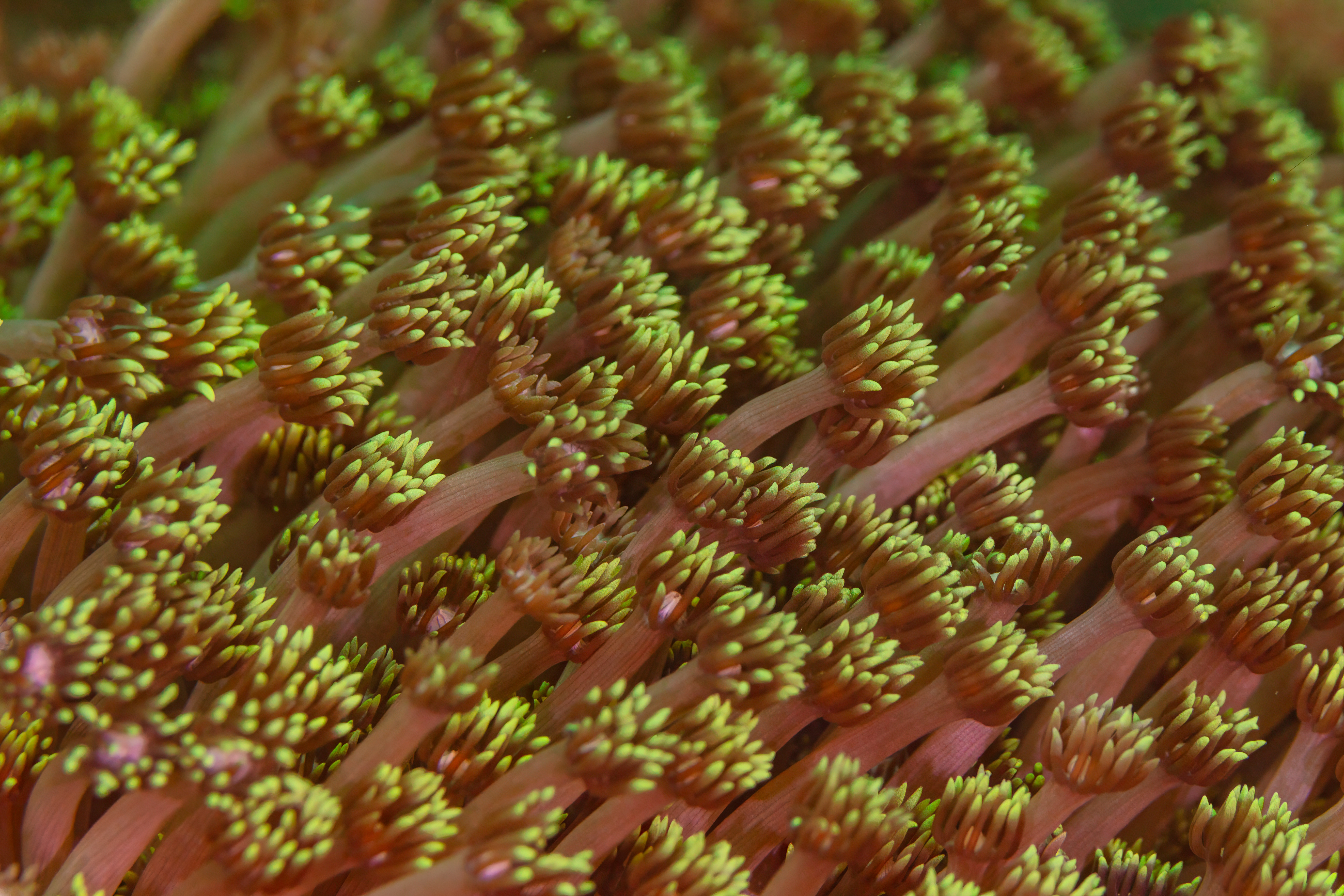
Goniopora lobata.

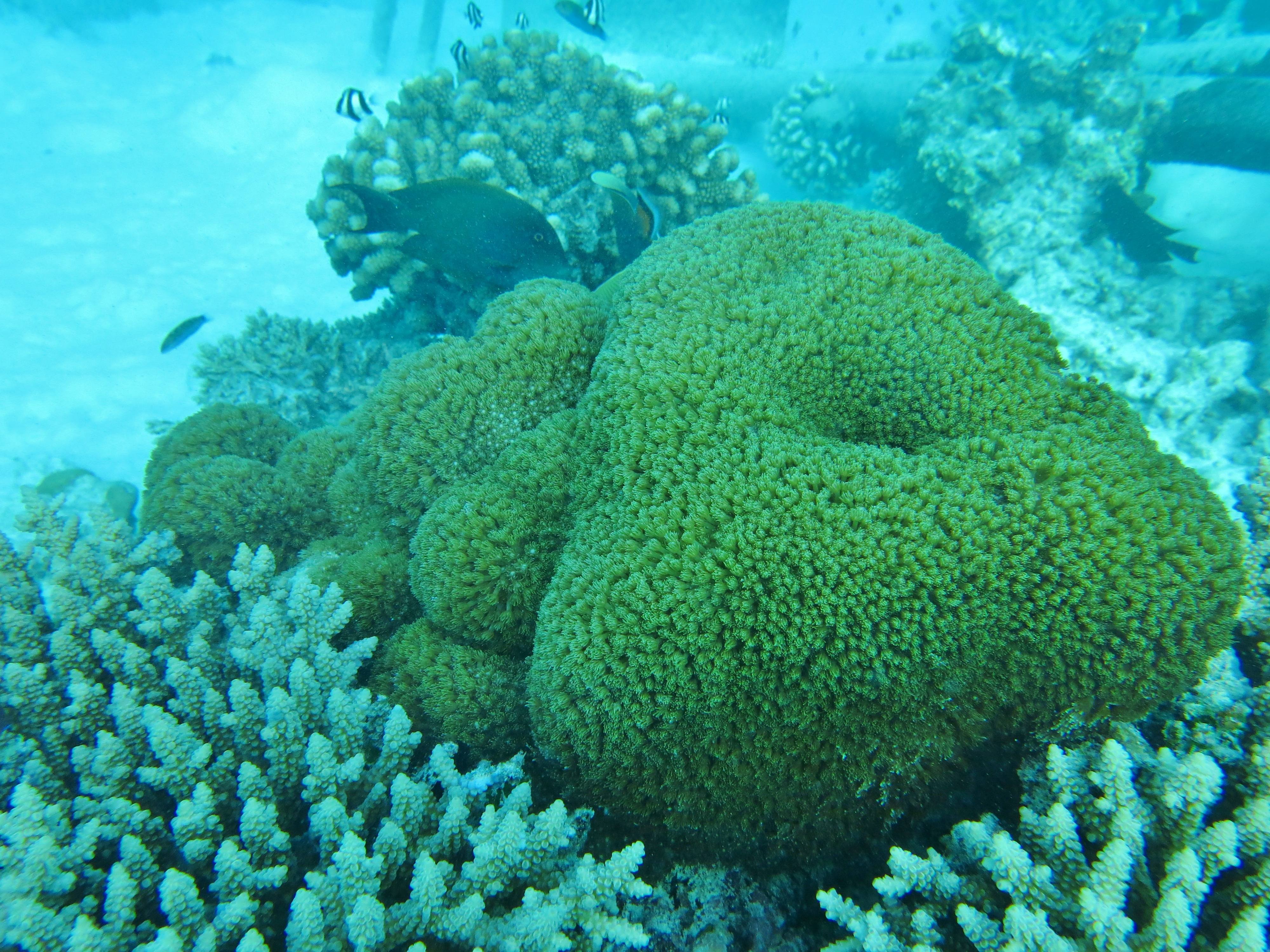
Goniopora sp. en Maldivas.

Goniopora es un género de corales duros que pertenece a la familia Poritidae, del orden Scleractinia.
Su nombre común en inglés es "flowerpot coral", coral maceta, debido a la forma de su disco oral y sus tentáculos, que asemejan a flores coronando un largo tallo de cada pólipo. También se denominan corales joya.

## Especies
El Registro Mundial de Especies Marinas reconoce las siguientes especies en el género, de las que la Unión Internacional para la Conservación de la Naturaleza, UICN, ha evaluado el estado de conservación de parte de ellas:
- G. albiconus. Veron, 2002. Estado: Vulnerable A4c.
- G. burgosi. Nemenzo, 1955. Estado: Vulnerable A4c.
- G. calicularis. (Lamarck, 1816). Estado: No evaluada.
- G. cellulosa. Veron, 1990. Estado: Vulnerable A4c.
- G. ciliatus. Veron, 2002. Estado: Preocupación menor.
- G. columna. Dana, 1846. Estado: Casi amenazada.
- G. djiboutiensis. Vaughan, 1907. Estado: Preocupación menor.
- G. eclipsensis. Veron y Pichon, 1982. Estado: Preocupación menor.
- G. fruticosa. Saville-Kent, 1891. Estado: Preocupación menor.
- G. granulosa. Pillai & Scheer, 1976. Estado: No evaluada.
- G. lobata. Milne Edwards & Haime. Estado: Casi amenazada.
- G. norfolkensis. Veron y Pichon, 1981. Estado: Preocupación menor.
- G. paliformis. (Veron, 2000). Estado: No evaluada.
- G. palmensis. Veron y Pichon, 1981. Estado: Preocupación menor.
- G. pandoraensis. Veron y Pichon, 1982. Estado: Preocupación menor.
- G. pearsoni. Veron, 2002. Estado: Preocupación menor.
- G. pedunculata. Quoy & Gaimard, 1833. Estado: No evaluada.
- G. pendulus. Veron, 1985. Estado: Preocupación menor.
- G. planulata. (Ehrenberg). Estado: Vulnerable A4c.
- G. polyformis. Zou, 1980. Estado: Vulnerable A4c.
- G. savignyi. (Dana). Estado: Preocupación menor.
- G. somaliensis. Vaughan, 1907. Estado: Preocupación menor.
- G. stokesi. Milne Edwards & Haime, 1851. Estado: Casi amenazada.
- G. sultani. Veron, DeVantier & Turak, 2002. Estado: Preocupación menor.
- G. tantillus. (Claereboudt & Al Amri, 2004). Estado: No evaluada.
- G. tenella. (Quelch). Estado: Casi amenazada.
- G. tenuidens. (Quelch). Estado: Preocupación menor.

Debido a los frecuentes cambios en la clasificación de las especies de corales, producidos por los avances científicos como los análisis filogenéticos moleculares, las imágenes por microscopio electrónico de barrido, y otros, las siguientes especies están pendientes de conclusiones para su definitiva clasificación:
- Goniopora reptans. Bernard, 1908 (taxon inquirendum: validez incierta o disputada por expertos)

- Goniopora crassa. Crossland, 1848 (nomen dubium)
- Goniopora gracilis. (Milne Edwards & Haime, 1849) (nomen dubium)
- Goniopora parvistella. Ortmann, 1888 (nomen dubium)
- Goniopora viridis. (Quoy & Gaimard, 1833) (nomen dubium)
- Goniopora mauritiensis. Bernard, 1908 (nomen nudum)

## Morfología
Su esqueleto es ligero y poroso, y tiene forma esférica, masiva o columnar, a veces incrustante. Los muros del coralito son gruesos, y los cálices tienen septos compactos y columnela. El diámetro de los cálices, de forma circular o poligonal, oscila entre 1 y 10 mm. Los 24 septos se distribuyen en dos o tres ciclos. Pueden desarrollar lóbulos paliformes.
De él salen los largos tallos de los pólipos, que superan los 30 cm, y cuyos colores pueden ser rosa, verde, amarillo, marrón, rojo o crema, frecuentemente con las puntas de los tentáculos iridiscentes, en color verde. 
Los tentáculos que rodean el disco oral son 24 en todas las especies. De hecho, la forma de distinguirlos de sus parientes cercanos los Alveopora, es porque el número de tentáculos de éstas siempre es 12.
Los pólipos están casi siempre extendidos durante el día y la noche.

## Hábitat y distribución
Su distribución geográfica comprende el Mar Rojo y el Indo-Pacífico, incluyendo la costa este africana, el Golfo de Aden, Mar de China, Indonesia, y norte y este de Australia. 
Este género puede encontrarse a diferentes profundidades y en diversas zonas del arrecife, e incluso en lagunas intermareales, pero siempre en zonas ricas en sedimentos. Se ubica en zonas tanto poco iluminadas, como con intensa iluminación, y en corrientes de intensidad baja o moderada.

## Alimentación
Los pólipos contienen algas simbióticas llamadas zooxantelas. Las algas realizan la fotosíntesis produciendo oxígeno y azúcares, que son aprovechados por los pólipos, y se alimentan de los catabolitos del coral, especialmente fósforo y nitrógeno. Esto les proporciona la mayoría de sus necesidades alimenticias. El resto lo obtienen atrapando plancton con sus tentáculos o absorbiendo materia orgánica disuelta del agua.

## Reproducción
Goniopora se reproduce, tanto sexual, como asexualmente. Liberando al tiempo en el agua tanto huevos como esperma, para que se fertilicen. Los huevos fertilizados se convierten en larvas que circulan en la columna de agua, antes de establecerse y convertirse en pólipos, que secretarán carbonato cálcico, dando forma a un esqueleto individual o coralito, y, mediante la multiplicación de los pólipos por gemación, se conforma una nueva colonia.
También se reproducen generando un nódulo calcáreo que crece hasta que su peso hace que se rompa, separándose de la colonia madre y dando lugar a una nueva colonia.

## Mantenimiento
Son de las especies de coral más difíciles de mantener.
Debe instalarse en la parte baja del acuario. En caso de no instalarlo en la arena, se colocará en el tercio inferior del acuario, teniendo especial cuidado con las rocas para evitar que se dañen sus delicados tentáculos, ya que de ocurrir, corremos el riesgo de que coja alguna infección y se degenere rápidamente.
Se debe dejar espacio a su alrededor, para evitar que dañe a otros corales, porque es agresivo.
La iluminación debe ser de media a intensa, y la corriente, de baja a moderada. 
La calidad del agua es fundamental para su supervivencia, deberemos hacer cambios frecuentes de agua, ya que debemos alimentarlos frecuentemente con micro plancton, mantener los fosfatos a 0, nitratos lo más bajos posible, y aditar calcio y magnesio, así como estroncio. Algunos autores reportan la conveniencia de albergar macro algas junto a ellos.